# Tournoi de tennis WCT Finals
Le tournoi des WCT Finals est un tournoi de tennis professionnel masculin du circuit WCT organisé de 1971 à 1989 principalement à Dallas.
Avec 5 titres à son actif, John McEnroe détient le record de victoires en simple suivi par Ivan Lendl avec 4 succès.

## Histoire
Les WCT Finals ont lieu à Dallas (Texas) entre mars et mai (Moody Coliseum 1971 à 1979 puis à la Reunion Arena jusqu'en 1989), ils sont l'équivalent du Masters du circuit ATP. En 1971 la première année, le tournoi s'est déroulé en novembre deux semaines avant le Masters du circuit concurrent de l'ATP. En 1971, les quarts et les demi-finales ont eu lieu à Houston au Texas. En 1972, une deuxième édition a été jouée à Rome en Italie pour deux fois moins de dotation et en 1982 il se joue en octobre à Naples en Italie et en janvier 1983 (comptant pour la saison 1982) à Detroit (Michigan), deux autres WCT Finals offrant une dotation moins importante que celles de Dallas qui reste ces deux années la véritable finale (250 000 $ au lieu 300 000 $). De 1978 à 1981 puis de 1985 à 1989, le circuit WCT était intégré au circuit ATP. Le Masters WCT a offert une dotation plus importante que le Masters ATP de 1971 à 1975 et en 1984 et 1985 (dotation identique en 1974, 1986, 1987). Dans les années où le WCT est intégré à l'ATP, 1985 est la seule année où le WCT Masters (500 000 $) est plus doté que l'ATP Masters (400 000 $).
Lors des éditions 1975 et 1985 des Finales WCT, une compétition de double a également été organisée opposant les 8 meilleures équipes. Les autres années, un Masters Doubles WCT fut organisé séparément.

## Palmarès

### Simple
| No | Date       | Nom et lieu du tournoi | Catégorie  | Dotation  | Surface         | Vainqueur        | Finaliste       | Score                    |  |
| -- | ---------- | ---------------------- | ---------- | --------- | --------------- | ---------------- | --------------- | ------------------------ |  |
| 1  | 18-11-1971 | WCT Finals, Dallas     |            | 100 000 $ | NC              | Ken Rosewall     | Rod Laver       | 6-4, 1-6, 7-6, 7-6       |  |
| 2  | 14-05-1972 | WCT Finals, Dallas     |            | 100 000 $ | Moquette (int.) | Ken Rosewall     | Rod Laver       | 4-6, 6-0, 6-3, 6-7, 7-65 |  |
| 4  | 09-05-1973 | WCT Finals, Dallas     |            | 100 000 $ | Moquette (int.) | Stan Smith       | Arthur Ashe     | 6-3, 6-3, 4-6, 6-4       |  |
| 5  | 08-05-1974 | WCT Finals, Dallas     |            | 100 000 $ | Moquette (int.) | John Newcombe    | Björn Borg      | 4-6, 6-3, 6-3, 6-2       |  |
| 6  | 07-05-1975 | WCT Finals, Dallas     |            | 100 000 $ | Moquette (int.) | Arthur Ashe      | Björn Borg      | 3-6, 6-4, 6-4, 6-0       |  |
| 7  | 04-05-1976 | WCT Finals, Dallas     |            | 100 000 $ | Moquette (int.) | Björn Borg       | Guillermo Vilas | 1-6, 6-1, 7-5, 6-1       |  |
| 8  | 10-05-1977 | WCT Finals, Dallas     | Grand Prix | 200 000 $ | Moquette (int.) | Jimmy Connors    | Dick Stockton   | 6-7, 6-1, 6-4, 6-3       |  |
| 9  | 09-05-1978 | WCT Finals, Dallas     | Grand Prix | 200 000 $ | Moquette (int.) | Vitas Gerulaitis | Eddie Dibbs     | 6-3, 6-2, 6-1            |  |
| 10 | 01-05-1979 | WCT Finals, Dallas     | Grand Prix | 200 000 $ | Moquette (int.) | John McEnroe     | Björn Borg      | 7-5, 4-6, 6-2, 7-6       |  |
| 11 | 28-04-1980 | WCT Finals, Dallas     | Grand Prix | 250 000 $ | Moquette (int.) | Jimmy Connors    | John McEnroe    | 2-6, 7-6, 6-1, 6-2       |  |
| 12 | 28-04-1981 | WCT Finals, Dallas     | Grand Prix | 250 000 $ | Moquette (int.) | John McEnroe     | Johan Kriek     | 6-1, 6-2, 6-4            |  |
| 13 | 20-04-1982 | WCT Finals, Dallas     |            | 300 000 $ | Moquette (int.) | Ivan Lendl       | John McEnroe    | 6-2, 3-6, 6-3, 6-3       |  |
| 16 | 26-04-1983 | WCT Finals, Dallas     |            | 300 000 $ | Moquette (int.) | John McEnroe     | Ivan Lendl      | 6-2, 4-6, 6-3, 6-7, 7-6  |  |
| 17 | 24-04-1984 | WCT Finals, Dallas     |            | 500 000 $ | Moquette (int.) | John McEnroe     | Jimmy Connors   | 6-1, 6-2, 6-3            |  |
| 18 | 08-04-1985 | WCT Finals, Dallas     | Grand Prix | 500 000 $ | Moquette (int.) | Ivan Lendl       | Tim Mayotte     | 7-6, 6-4, 6-1            |  |
| 19 | 07-04-1986 | WCT Finals, Dallas     | Grand Prix | 500 000 $ | Moquette (int.) | Anders Järryd    | Boris Becker    | 6-7, 6-1, 6-1, 6-4       |  |
| 20 | 07-04-1987 | WCT Finals, Dallas     | Grand Prix | 500 000 $ | Moquette (int.) | Miloslav Mečíř   | John McEnroe    | 6-0, 3-6, 6-2, 6-2       |  |
| 21 | 28-03-1988 | WCT Finals, Dallas     | Grand Prix | 500 000 $ | Moquette (int.) | Boris Becker     | Stefan Edberg   | 6-4, 1-6, 7-5, 6-2       |  |
| 22 | 28-02-1989 | WCT Finals, Dallas     | Grand Prix | 500 000 $ | Moquette (int.) | John McEnroe     | Brad Gilbert    | 6-3, 6-3, 7-6            |  |

### Simple (WCT Finals secondaire)
| No | Date       | Nom et lieu du tournoi | Catégorie | Dotation  | Surface         | Vainqueur   | Finaliste       | Score                   |  |
| -- | ---------- | ---------------------- | --------- | --------- | --------------- | ----------- | --------------- | ----------------------- |  |
| 1  | 26-11-1972 | WCT Finals, Rome       |           | NC $      | Moquette (int.) | Arthur Ashe | Robert Lutz     | 6-2, 3-6, 6-3, 3-6, 7-6 |  |
| 2  | 14-10-1982 | WCT Finals, Naples     |           | 250 000 $ | Moquette (int.) | Ivan Lendl  | Wojtek Fibak    | 6-4, 6-2, 6-1           |  |
| 3  | 24-01-1983 | WCT Finals, Détroit    |           | 250 000 $ | Moquette (int.) | Ivan Lendl  | Guillermo Vilas | 7-5, 6-2, 2-6, 6-4      |  |

### Double
| No | Date       | Nom et lieu du tournoi           | Catégorie | Dotation  | Surface         | Vainqueurs                     | Finalistes                         | Score                   |  |
| -- | ---------- | -------------------------------- | --------- | --------- | --------------- | ------------------------------ | ---------------------------------- | ----------------------- |  |
| 1  | 03-05-1973 | Masters Doubles WCT, Montréal    |           | 200 000 $ | Moquette (int.) | Robert Lutz Stan Smith         | Tom Okker Marty Riessen            | 6-2, 7-6, 6-0           |  |
| 2  | 02-05-1974 | Masters Doubles WCT, Montréal    |           | 200 000 $ | Moquette (int.) | Bob Hewitt Frew McMillan       | Owen Davidson John Newcombe        | 6-2, 6-76, 6-1, 6-2     |  |
| 3  | 30-04-1975 | Masters Doubles WCT, Mexico      |           | 200 000 $ | Moquette (int.) | Brian Gottfried Raúl Ramírez   | Mark Cox Cliff Drysdale            | 7-6, 6-7, 6-2, 7-6      |  |
| 4  | 07-05-1975 | WCT Doubles Challenge, Dallas    |           | 100 000 $ | Moquette (int.) | Brian Gottfried Raúl Ramírez   | Bob Hewitt Frew McMillan           | 7-5, 6-3, 4-6, 2-6, 7-5 |  |
| 5  | 28-04-1976 | Masters Doubles WCT, Kansas City |           | 100 000 $ | Moquette (int.) | Wojtek Fibak Karl Meiler       | Robert Lutz Stan Smith             | 6-2, 2-6, 3-6, 6-3, 6-4 |  |
| 6  | 04-05-1977 | Masters Doubles WCT, Kansas City |           | 200 000 $ | Moquette (int.) | Vijay Amritraj Dick Stockton   | Vitas Gerulaitis Adriano Panatta   | 7-6, 7-6, 4-6, 6-3      |  |
| 7  | 03-05-1978 | Masters Doubles WCT, Kansas City |           | 100 000 $ | Moquette (int.) | Wojtek Fibak Tom Okker         | Robert Lutz Stan Smith             | 6-7, 6-4, 6-0, 6-3      |  |
| 8  | 03-01-1979 | Masters Doubles WCT, Londres     |           | 200 000 $ | Moquette (int.) | Peter Fleming John McEnroe     | Ilie Năstase Sherwood Stewart      | 3-6, 6-2, 6-3, 6-1      |  |
| 9  | 02-01-1980 | Masters Doubles WCT, Londres     |           | 200 000 $ | Moquette (int.) | Brian Gottfried Raúl Ramírez   | Wojtek Fibak Tom Okker             | 3-6, 6-4, 6-4, 3-6, 6-3 |  |
| 10 | 06-01-1981 | Masters Doubles WCT, Londres     |           | 200 000 $ | Moquette (int.) | Peter McNamara Paul McNamee    | Victor Amaya Hank Pfister          | 6-3, 2-6, 3-6, 6-3, 6-2 |  |
| 11 | 05-01-1982 | Masters Doubles WCT, Londres     |           | 200 000 $ | Moquette (int.) | Heinz Günthardt Balázs Taróczy | Kevin Curren Steve Denton          | 6-7, 6-3, 7-5, 6-4      |  |
| 12 | 03-01-1983 | Masters Doubles WCT, Birmingham  |           | 300 000 $ | Moquette (int.) | Heinz Günthardt Balázs Taróczy | Brian Gottfried Raúl Ramírez       | 6-3, 7-5, 7-6           |  |
| 13 | 09-01-1984 | Masters Doubles WCT, Londres     |           | 200 000 $ | Moquette (int.) | Pavel Složil Tomáš Šmíd        | Anders Järryd Hans Simonsson       | 1-6, 6-3, 3-6, 6-4, 6-3 |  |
| 14 | 02-01-1985 | Masters Doubles WCT, Londres     |           | 200 000 $ | Moquette (int.) | Ken Flach Robert Seguso        | Heinz Günthardt Balázs Taróczy     | 6-3, 3-6, 6-3, 6-0      |  |
| 15 | 06-01-1986 | Masters Doubles WCT, Londres     |           | 200 000 $ | Moquette (int.) | Heinz Günthardt Balázs Taróczy | Paul Annacone Christo van Rensburg | 6-4, 1-6, 7-6, 6-7, 6-4 |  |